# Semicytherura henryhowei
Semicytherura henryhowei is een mosselkreeftjessoort uit de familie van de Cytheruridae. De wetenschappelijke naam van de soort is voor het eerst geldig gepubliceerd in 1977 door Hanai & Ikeya.